# David Saint-Guily
Pour les articles homonymes, voir Saint-Guily.
David Saint-Guily est un footballeur français, né le 16 septembre 1968 à Salies-de-Béarn.

## Biographie
David Saint-Guilly, évolue au poste de milieu de terrain défensif, il est formé au FC Nantes. Solide espoir, il est sélectionné en équipe de France des moins de 17 ans et joue en équipe réserve aux côtés de Didier Deschamps.
Ne parvenant pas à intégrer l'équipe première du club nantais, il est prêté en 1989-1990 à La Roche Vendée Football puis quitte Nantes, pour le FC Lorient en 1992. Ce sont ses deux seules saisons en deuxième division, qui le voient disputer 56 matchs et marquer 3 buts.
En 1993, le club breton étant relégué, le joueur part à l'ES Wasquehal, puis à l'Olympique Grenoble Isère, en National 2 et National 1.

## Clubs successifs
- 1983-1985 : FC Nantes (cadets nationaux)
- 1985-1989 : FC Nantes B (D3)
- 1989-1990 : La Roche Vendée Football (D2)
- 1990-1992 : FC Nantes B (D3)
- 1992-1993 : FC Lorient (D2)
- 1993-1994 : ES Wasquehal (National 2)
- 1994-1997 : Olympique Grenoble Isère (National 2 puis National 1)
- 1997-2000 : Orvault Sports (Loire-Atlantique)

## Palmarès
- Finaliste de la Coupe Gambardella en 1986 (FC Nantes-AJ Auxerre 0-0, AJ Auxerre vainqueur aux t.a.b.).
- France : international -17 ans.